# 트렘비타
트렘비타(게르만조어 trumba, "나팔을 불다"에서 유래, 우크라이나어 трембíта)는 나무로 만든 알파인 호른의 일종이다. 서부 우크라이나, 동부 폴란드, 슬로바키아, 북부 루마니아에 사는 우크라이나 산악인 후출인들 사이에서 흔히 볼 수 있다. 폴란드에서는 트롬비타(남부), 바주나(북부), 또는 리가프카(중부 폴란드)로 알려져 있다. 트렘비타는 또한 우크라이나 민속 악기 중 하나이다.

## 어원
"트렘비타"라는 단어는 루마니아어 trîmbiță에서 유래한 것으로 여겨진다. 루마니아어 자체에서는 아마도 슬라브어파에서 온 것일 것이다. - 원시 슬라브어 *trǫbica < *trǫba (우크라이나어로 труба).
"트롬비타" 변형은 분명히 헝가리어 trombita에서 빌려온 것으로, 이 단어는 이탈리아어 trombetta에서 유래했다.

## 설명

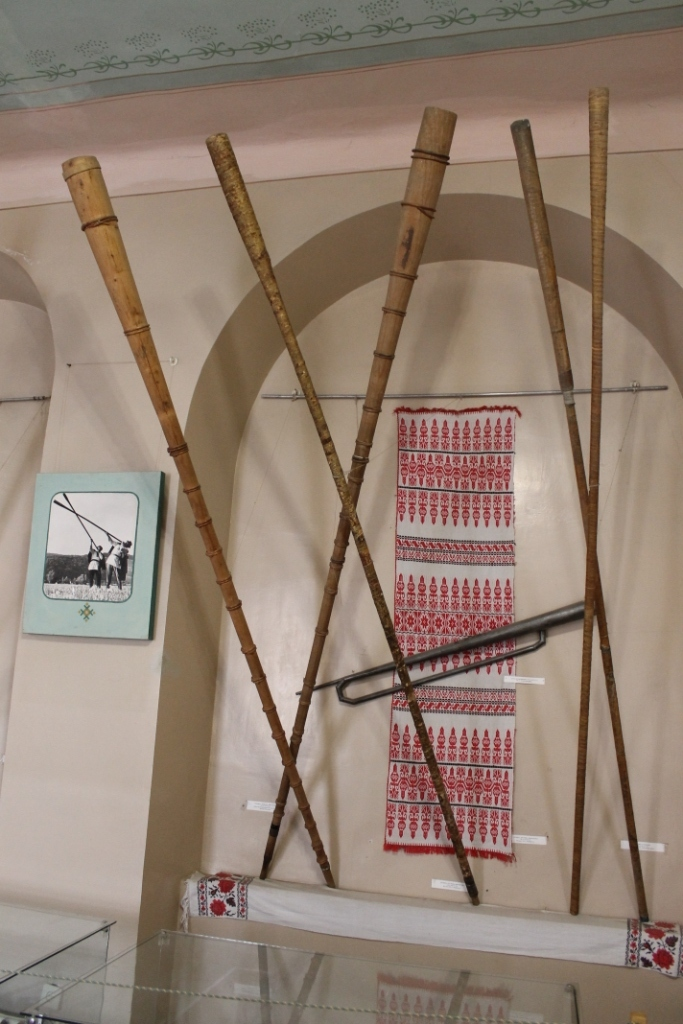
박물관에 있는 다섯 대의 트렘비타

트렘비타는 주로 카르파티아 산맥의 후출인과 고랄인으로 알려진 산악 거주자들에 의해 사용되었으며, 죽음, 장례식, 결혼을 알리는 신호 장치로 사용되었다.
관은 소나무 또는 가문비나무속(가급적 벼락을 맞은 것)의 길고 곧은 조각을 두 개로 쪼개어 속을 파낸 후 만든다. 반으로 쪼갠 것을 다시 합쳐서 자작나무속 껍질이나 오시어 고리로 감는다. 또한 숲이 우거진 산에서 신호 및 통신용으로, 양과 개를 유도하는 데 목동들이 사용한다. 트렘비타는 좁은 내경과 매우 작은 플레어 덕분에 알파인 호른보다 훨씬 더 밝은 음색을 가지고 있다.
트렘비타는 측면 개구부가 없으므로 열린 관의 순수한 배음렬을 낸다. 상위 배음은 길이에 비해 내경이 작기 때문에 더 쉽게 얻을 수 있다.
자연 배음렬의 음들은 겹치지만, 표준 서양 평균율의 친숙한 반음계에서 발견되는 음들과 정확히 일치하지는 않는다. 트렘비타의 음역 내에서 가장 두드러지는 것은 7번째와 11번째 배음인데, 이는 반음계의 인접한 음 사이에 있기 때문에 특히 두드러진다.

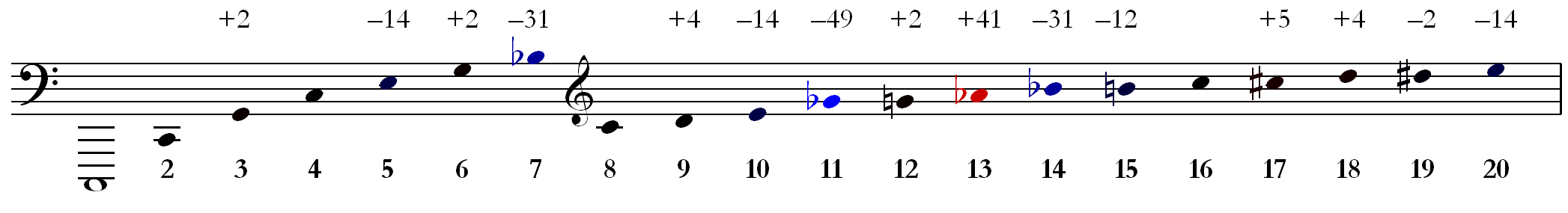

숙련된 작곡가나 편곡자의 손에서 자연 배음은 잊히지 않는 우울한 효과를 내거나, 반대로 매력적인 전원적인 분위기를 연출하는 데 사용될 수 있다.

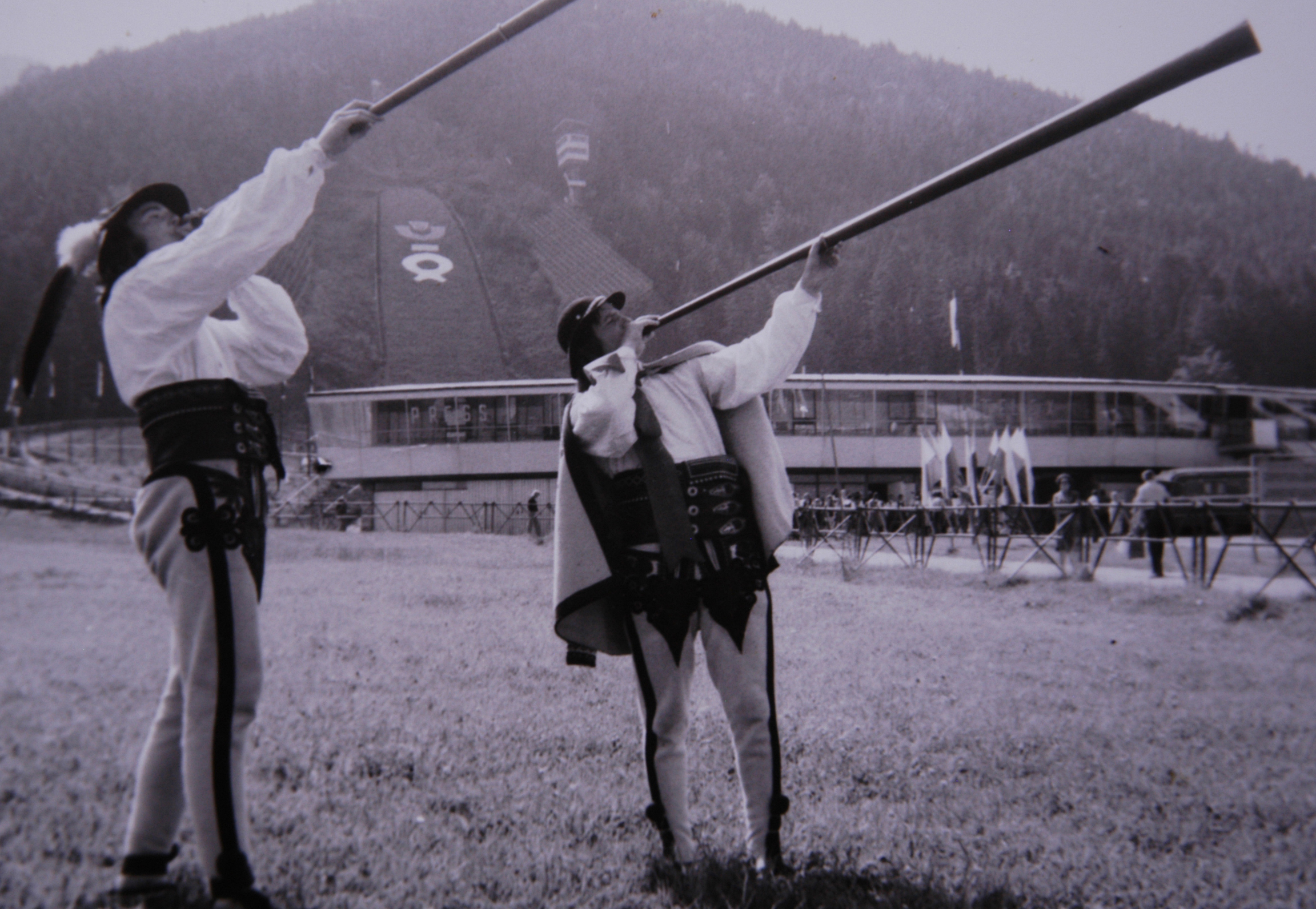
폴란드 포드할레 산악인들이 트롬비타를 연주하고 있다.

## 현대적 사용
트렘비타는 우크라이나 민족지학 앙상블에서 자주 사용되며 우크라이나 민속 악기 오케스트라의 에피소드 악기로도 사용된다.
트렘비타는 2004 유로비전 송 콘테스트에서 우크라이나 우승자 루슬라나가 "와일드 댄스"를 공연하는 동안 선보였다.
우크라이나 밴드 오누카도 사용한다.

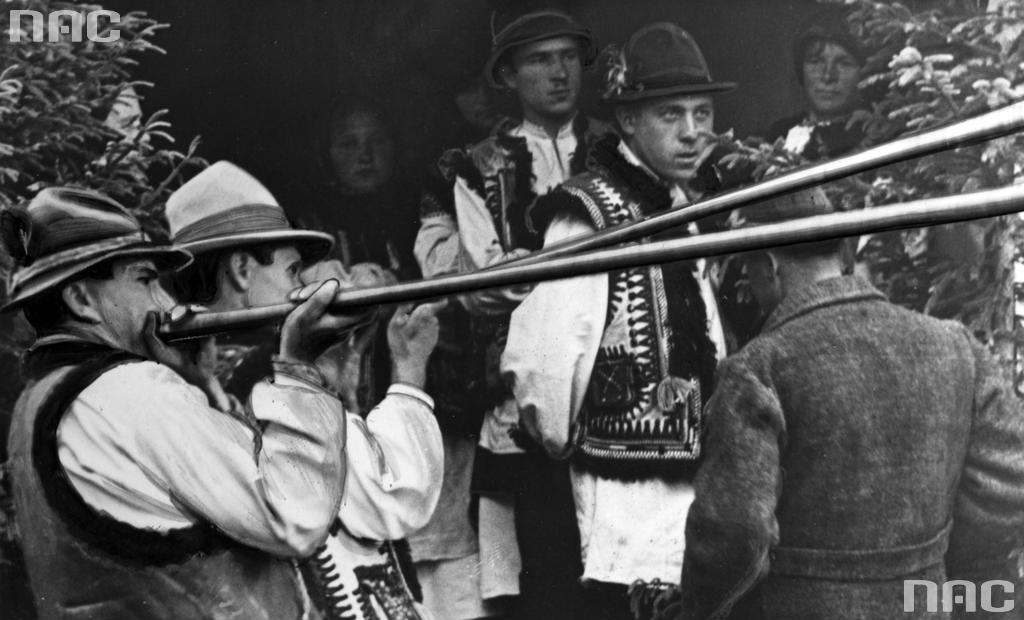
트렘비타를 연주하는 후출인

가장 긴 트렘비타(8.35m)는 폴란드 민속 음악가 유제프 흐미엘이 체코에 만들어 놓았다.

## 유사한 악기
- 알파인 호른, 스위스 등지에서 산악 거주자들이 사용
- 에르케, 아르헨티나 북서부의 유사한 악기
- 자작나무 나팔, 노르웨이, 스웨덴, 발트 지방에서 사용되는 유사한 악기
- 루르, 스칸디나비아 원주민의 자작나무 나팔 용어
- 트람비타 또는 부치움, 루마니아와 몰도바의 산악 거주자와 목동들이 사용하는 알파인 호른의 일종

## 같이 보기
- 우크라이나 민속 음악
- 폴란드 민속 음악
- 루마니아 민속 음악
- 슬로바키아 민속 음악